# Carolina Mendes
Pour les articles homonymes, voir Mendes.
Carolina Ana Trindade Coruche Mendes, née le 27 novembre 1987, est une footballeuse internationale portugaise qui joue au poste d'attaquante au sein du club portugais de Sporting Clube de Braga (2022). Elle est la première portugaise à marquer un but en Championnat d'Europe, face à l'Écosse, le 23 juillet 2017.
Amatrice de voyage elle tient un blog dénommé As Viagens da Carol.

## Biographie
Elle commence le football tardivement, elle est avant tout joueuse de Rink Hockey, mais à l'âge de 16 ans elle s'initie au football féminin, au sein du Eléctrico de Ponte Sor, club le plus proche pratiquant le football féminin à 7. Ce n'est qu'à l'âge de 20 ans qu'elle débute dans le football à 11, au sein du l'UD Ponte Frielas qui évolue en deuxième division portugaise, après deux saisons elle rejoint le club phare du football féminin portugais, qu'est le 1° Dezembro, avec qui elle remporte deux doublés. Elle fait également ses débuts en coupes continentales, le 1er août 2009.
À l'été 2011, alors étudiante à Barcelone, elle tente une expérience à l'étranger, en Espagne, où elle représente l'UE Estartit avec son amie Raquel Infante. La saison s’avère difficile, l’équipe stagne dans la partie inférieure du classement et finissant à la quinzième places et première relégable.
Au cours du marché des transferts de l'été 2012, elles se retrouvent au sein du SC Llanos de Olivenza en Estrémadure. L'équipe joue en Primera División, le parcours s'avère difficile, notamment en raison du passage du championnat de 18 à 16. Une nouvelle fois lesfronterizas n’évitent pas la relégation et terminent à la quinzième et avant-dernière place.
La saison suivante, il lui est proposé un contrat en Italie, et elle rejoint l'Associazione Sportiva Dilettantistica Riviera di Romagna, sur la côte Adriatique. Elle fait ses débuts dans la Serie A, le 9 novembre 2013, lors de la septième journée, face à Res Roma, match qui se solde par un nul 0-0. Au terme de la saison, le club termine 6e du Championnat, et atteint les huitièmes de finale de la Coupe d'Italie, éliminé aux tirs au but. Elle aura joué 21 rencontres et marqué 7 buts. Une belle saison qui lui ouvre la porte d'un des plus grands clubs russes de football féminin, le WFC Rossiyanka, plusieurs fois champion de Russie. Terminant 4e lors de la première saison, elle obtient un titre honorifique de vice-championne, garantissant ainsi l'accès à la Ligue des champions 2016-2017. Après avoir quitté le championnat de Russie, elle se lance dans une nouvelle aventure en Suède, en signant un accord avec le club de Djurgårdens IF Dam, qui est promu en Championnat de première division suédoise. Elle joue 14 matches et marque 3 buts. La saison suivante elle tente un nouveau challenge en acceptant l'invitation du UMF Grindavík en Islande, qui est une équipe promue en première ligue islandaise et dont l'objectif est le maintien. Elle participe ainsi à aider l'équipe à atteindre la 7e place et ainsi le maintien. En octobre 2017, une fois le contrat conclu, elle officialise son retour en Italie en signant un accord avec l'ASD Mozzanica, avec qui elle termine 5e du Championnat italien, jouant 16 matches et marquant 5 buts.
Après 7 années d'exil volontaire, c'est le retour au Portugal. Le championnat portugais se professionnalisant, ajouté à la proposition d'un des grands noms du football portugais, elle signe en juin 2018 avec le Sporting Portugal, alors double vainqueur coupe-championnat, les deux dernières saisons.

## Statistiques

### En club
| Saison                | Club                   | Championnat           | Championnat | Championnat | Coupe(s) nationale(s) | Coupe(s) nationale(s) | Compétition(s) continentale(s) | Compétition(s) continentale(s) | Compétition(s) continentale(s) | Sélection | Sélection | Sélection | Total | Total |
| Saison                | Club                   | Division              | M.          | B.          | M.                    | B.                    | Comp.                          | M.                             | B.                             | Équipe    | M.        | B.        | M.    | B.    |
| 2005-2006             | Eléctrico FC           | Foot à 7              | -           | -           | -                     | -                     | -                              | 0                              | 0                              | -         | 0         | 0         | 0     | 0     |
| Sous-total            | Sous-total             | Sous-total            | -           | -           | -                     | -                     | -                              | 0                              | 0                              | -         | 0         | 0         | 0     | 0     |
| 2005-2006             | CCD Desportalegre      | Foot à 7              | -           | -           | -                     | -                     | -                              | 0                              | 0                              | U19       | 6         | 9         | 6     | 9     |
| 2006-2007             | CCD Desportalegre      | Foot à 7              | -           | -           | -                     | -                     | -                              | 0                              | 0                              | -         | 0         | 0         | 0     | 0     |
| Sous-total            | Sous-total             | Sous-total            | -           | -           | -                     | -                     | -                              | 0                              | 0                              | -         | 6         | 9         | 6     | 9     |
| 2006-2007             | Est. Portalegre        | Foot à 7              | -           | -           | -                     | -                     | -                              | 0                              | 0                              | A         | 2         | 0         | 2     | 0     |
| Sous-total            | Sous-total             | Sous-total            | -           | -           | -                     | -                     | -                              | 0                              | 0                              | -         | 2         | 0         | 2     | 0     |
| 2007-2008             | UD Ponte Frielas       | -                     | -           | -           | -                     | -                     | -                              | 0                              | 0                              | -         | 0         | 0         | 0     | 0     |
| 2008-2009             | UD Ponte Frielas       | II Divisão Feminina   | -           | -           | -                     | -                     | -                              | 0                              | 0                              | -         | 0         | 0         | 0     | 0     |
| Sous-total            | Sous-total             | Sous-total            | -           | -           | -                     | -                     | -                              | 0                              | 0                              | -         | 0         | 0         | 0     | 0     |
| 2009-2010             | 1° Dezembro            | Nacional Feminino     | -           | -           | -                     | -                     | WCL                            | 2                              | 1                              | -         | 0         | 0         | 2     | 1     |
| 2010-2011             | 1° Dezembro            | Nacional Feminino     | 3           | 0           | 1                     | 1                     | WCL                            | 3                              | 1                              | A         | 2         | 0         | 9     | 2     |
| 2011-2012             | 1° Dezembro            | Nacional Feminino     | 0           | 0           | 0                     | 0                     | WCL                            | 2                              | 0                              | -         | 0         | 0         | 2     | 0     |
| Sous-total            | Sous-total             | Sous-total            | 3           | 0           | 1                     | 1                     | -                              | 7                              | 2                              | -         | 2         | 0         | 13    | 3     |
| 2011-2012             | UE L'Estartit          | Primera División      | -           | -           | -                     | -                     | -                              | 0                              | 0                              | A         | 10        | 3         | 10    | 3     |
| Sous-total            | Sous-total             | Sous-total            | -           | -           | -                     | -                     | -                              | 0                              | 0                              | -         | 10        | 3         | 10    | 3     |
| 2012-2013             | SC Llanos de Olivenza  | Primera División      | -           | -           | -                     | -                     | -                              | 0                              | 0                              | -         | 0         | 0         | 0     | 0     |
| Sous-total            | Sous-total             | Sous-total            | -           | -           | -                     | -                     | -                              | 0                              | 0                              | -         | 0         | 0         | 0     | 0     |
| 2013-2014             | ASD Riviera di Romagna | Serie A               | 21          | 7           | 0                     | 0                     | -                              | 0                              | 0                              | A         | 8         | 5         | 29    | 12    |
| Sous-total            | Sous-total             | Sous-total            | 21          | 7           | 0                     | 0                     | -                              | 0                              | 0                              | -         | 8         | 5         | 29    | 12    |
| 2014                  | WFC Rossiyanka         | Высший Дивизион       | 10          | 2           | 0                     | 0                     | -                              | 0                              | 0                              | A         | 6         | 1         | 16    | 3     |
| 2015                  | WFC Rossiyanka         | Высший Дивизион       | 17          | 3           | 0                     | 0                     | -                              | 0                              | 0                              | A         | 6         | 0         | 23    | 3     |
| Sous-total            | Sous-total             | Sous-total            | 27          | 5           | 0                     | 0                     | -                              | 0                              | 0                              | -         | 12        | 1         | 39    | 6     |
| 2016                  | Djurgårdens IF Dam     | Damallsvenskan        | 14          | 3           | 0                     | 0                     | -                              | 0                              | 0                              | A         | 8         | 0         | 22    | 3     |
| Sous-total            | Sous-total             | Sous-total            | 14          | 3           | 0                     | 0                     | -                              | 0                              | 0                              | -         | 8         | 0         | 22    | 3     |
| 2017                  | UMF Grindavík          | Pepsi Deildin kvenna  | 17          | 3           | 3                     | 0                     | -                              | 0                              | 0                              | A         | 9         | 2         | 29    | 5     |
| Sous-total            | Sous-total             | Sous-total            | 17          | 3           | 3                     | 0                     | -                              | 0                              | 0                              | -         | 9         | 2         | 29    | 5     |
| 2017-2018             | ASD Mozzanica          | Serie A               | 16          | 5           | 1                     | 1                     | -                              | 0                              | 0                              | A         | 13        | 4         | 30    | 10    |
| Sous-total            | Sous-total             | Sous-total            | 16          | 5           | 1                     | 1                     | -                              | 0                              | 0                              | -         | 13        | 4         | 30    | 10    |
| 2018-2019             | Sporting CP            | Nacional Feminino BPI | 22          | 10          | 1                     | 0                     | WCL                            | 2                              | 0                              | A         | 10        | 4         | 35    | 14    |
| 2019-2020             | Sporting CP            | Nacional Feminino BPI | 12          | 10          | 4                     | 3                     | -                              | 0                              | 0                              | A         | 5         | 0         | 21    | 13    |
| 2020-2021             | Sporting CP            | Liga BPI              | 17          | 5           | 3                     | 0                     | -                              | 0                              | 0                              | A         | 1         | 0         | 21    | 5     |
| Sous-total            | Sous-total             | Sous-total            | 51          | 25          | 8                     | 3                     | -                              | 2                              | 0                              | -         | 16        | 4         | 77    | 32    |
| 2021-2022             | SC Braga               | Liga BPI              | 15          | 5           | 8                     | 4                     | -                              | 0                              | 0                              | A         | 11        | 4         | 34    | 13    |
| 2022-2023             | SC Braga               | Liga BPI              | 21          | 4           | 10                    | 0                     | -                              | 0                              | 0                              | A         | 8         | 0         | 39    | 4     |
| 2023-2024             | SC Braga               | Liga BPI              | 18          | 4           | 8                     | 2                     | -                              | 0                              | 0                              | A         | 3         | 0         | 29    | 6     |
| Sous-total            | Sous-total             | Sous-total            | 54          | 13          | 26                    | 6                     | -                              | 0                              | 0                              | -         | 22        | 4         | 102   | 23    |
| Total sur la carrière | Total sur la carrière  | Total sur la carrière | 195         | 58          | 39                    | 11                    | -                              | 9                              | 2                              |           | 108       | 32        | 351   | 103   |

Statistiques actualisées le 29 mars 2024

#### Matchs disputés en coupes continentales
| Matchs | Date          | Stade                       | Adversaire                | Résultat | Minutes | Compétition         | Buts | Tour                   | Club        |
| ------ | ------------- | --------------------------- | ------------------------- | -------- | ------- | ------------------- | ---- | ---------------------- | ----------- |
| 1      | 1er août 2009 | -, Brøndby                  | Cardiff City LFC          | 0 – 3    | - min   | Ligue des champions | 1    | Phase de qualification | 1° Dezembro |
| 2      | 4 août 2009   | -, Brøndby                  | Brøndby IF                | 0 – 1    | - min   | Ligue des champions | 0    | Phase de qualification | 1° Dezembro |
| 3      | 5 août 2010   | Stade Gradski vrt, Osijek   | St. Francis Football Club | 1 – 4    | 32 min  | Ligue des champions | 0    | Phase de qualification | 1° Dezembro |
| 4      | 7 août 2010   | Stade Gradski vrt, Osijek   | ŽNK Osijek                | 4 – 1    | 83 min  | Ligue des champions | 1    | Phase de qualification | 1° Dezembro |
| 5      | 10 août 2010  | Stade HNK Cibalia, Vinkovci | WFC Rossiyanka            | 1 – 4    | 29 min  | Ligue des champions | 0    | Phase de qualification | 1° Dezembro |
| 6      | 11 août 2011  | -, Sintra                   | ASA Tel-Aviv              | 1 – 1    | 67 min  | Ligue des champions | 0    | Phase de qualification | 1° Dezembro |
| 7      | 16 août 2011  | -, Sintra                   | MTK Budapest FC           | 0 – 0    | 30 min  | Ligue des champions | 0    | Phase de qualification | 1° Dezembro |
| 8      | 7 août 2018   | Stade Gradski vrt, Osijek   | Avaldsnes IL              | 3 – 2    | 67 min  | Ligue des champions | 0    | Phase de qualification | Sporting CP |
| 9      | 10 août 2018  | Stade Gradski vrt, Osijek   | ŽNK Osijek                | 3 – 0    | 76 min  | Ligue des champions | 0    | Phase de qualification | Sporting CP |

### En sélection nationale
Elle débute en sélection par les catégories U19 en 2004, et porte le maillot des lusitaniennes durant 21 rencontres, marquant 15 buts, dont un quadruplé lors de la victoire 6-0 contre le Kazakhstan. En 2005, elle est également appelée chez les moins de 18 ans, lors d'un match amical contre l'Italie, qui s'est terminé par une défaite 2-0. Elle obtient sa première "cape" en sélection A, le 7 mars 2007 lors d'un match face à l'Irlande (1-1), où elle entre à la 70e minute.
Elle inscrit son premier but à la 2e minute, lors d'un match de qualification pour le Championnat d'Europe, face à l'Arménie, le 17 septembre 2011 (victoire 8-0), match qui est à l'heure actuelle la plus large victoire de la sélection portugaise. Elle est ensuite régulièrement convoquée.
Le 23 juillet 2017, elle devient la première portugaise à marquer un but en phase finale d'un Championnat d'Europe, face à l'Écosse. Dans ce même championnat, elle marque le but égalisateur contre l'Angleterre, ratant, quelques minutes plus tard, le but qui aurait pu qualifier les lusitaniennes pour les quarts de finales.
| Matches officiels de Carolina Mendes en sélections portugaises | Matches officiels de Carolina Mendes en sélections portugaises | Matches officiels de Carolina Mendes en sélections portugaises | Matches officiels de Carolina Mendes en sélections portugaises | Matches officiels de Carolina Mendes en sélections portugaises |
| Club                                                           | V.                                                             | N.                                                             | D.                                                             | Buts                                                           |
| -------------------------------------------------------------- | -------------------------------------------------------------- | -------------------------------------------------------------- | -------------------------------------------------------------- | -------------------------------------------------------------- |
| Portugal U18 (1 matchs: 0.87 %)                                | 0 ( %)                                                         | 0 ( %)                                                         | 1 (100.00 %)                                                   | 0 (0 %)                                                        |
| Portugal U19 (21 matchs: 18.26 %) (Incomplet)                  | 6 (54.55 %)                                                    | 0 (%)                                                          | 5 (45.45 %)                                                    | 15 (38.46 %)                                                   |
| Portugal A (93 matchs: 82.87 %)                                | 30 (32.26 %)                                                   | 19 (20.43 %)                                                   | 44 (47.31 %)                                                   | 19 (61.54 %)                                                   |
| Total                                                          | 36 (34.29 %)                                                   | 19 (18.10 %)                                                   | 50 (47.61 %)                                                   | 34                                                             |

#### Buts de Carolina Mendes en sélection du Portugal A
| Sélections | Date              | Stade                                           | Adversaire | Résultat | Compétition                        | Buts |
| ---------- | ----------------- | ----------------------------------------------- | ---------- | -------- | ---------------------------------- | ---- |
| 11e        | 17 septembre 2011 | Stade Mika, Erevan                              | Arménie    | 0 – 8    | Qualif. Euro 2013                  | 1    |
| 16e        | 2 mars 2012       | Estádio Bela Vista, Parchal                     | Hongrie    | 4 – 0    | Algarve Cup 2012                   | 1    |
| 19e        | 31 mars 2012      | Estádio João Cardoso, Tondela                   | Tchéquie   | 2 – 5    | Qualif. Euro 2013                  | 1    |
| 22e        | 16 janvier 2014   | Estádio Municipal de Machico, Machico           | Suisse     | 1 – 2    | Qualif. Mondial 2015               | 1    |
| 23e        | 12 février 2014   | Estádio Municipal de Abrantes, Abrantes         | Albanie    | 7 – 1    | Qualif. Mondial 2015               | 3    |
| 25e        | 7 mars 2014       | Estádio Bela Vista, Parchal                     | Russie     | 1 – 3    | Algarve Cup 2014                   | 1    |
| 45e        | 26 novembre 2015  | Estádio António Coimbra da Mota, Estoril        | Monténégro | 6 – 1    | Qualif. Euro 2017                  | 1    |
| 60e        | 23 juillet 2017   | Sparta Stadion Het Kasteel, Rotterdam           | Écosse     | 1 – 2    | Euro 2017                          | 1    |
| 61e        | 27 juillet 2017   | Stade Roi-Guillaume-II, Tilbourg                | Angleterre | 1 – 2    | Euro 2017                          | 1    |
| 62e        | 16 septembre 2017 | Estádio Municipal de Arouca, Arouca             | Finlande   | 1 – 1    | Amical                             | 1    |
| 65e        | 24 novembre 2017  | Estádio do Bonfim, Setúbal                      | Moldavie   | 8 – 0    | Qualif. Mondial 2019               | 1    |
| 69e        | 28 février 2018   | Estádio Municipal de Lagos, Lagos               | Chine      | 2 – 1    | Algarve Cup 2018                   | 1    |
| 75e        | 24 novembre 2017  | Zimbru Stadium, Chisinau                        | Moldavie   | 0 – 7    | Qualif. Mondial 2019               | 1    |
| 77e        | 6 octobre 2018    | Yongchuan Sports Center, Chongqing              | Thaïlande  | 1 – 4    | Tournoi International de Yongchuan | 3    |
| 85e        | 9 avril 2019      | Estádio Complexo Desportivo de Alverca, Alverca | Hongrie    | 4 – 1    | Amical                             | 1    |

## Palmarès

### Avec le1° Dezembro
- Vainqueur du Championnat du Portugal : 2 fois — 2009-10 et 2010-11.
- Vainqueur de la Coupe du Portugal : 2 fois — 2009-10 et 2010-11.

### Avec leWFC Rossiyanka
- Vice championne du Championnat de Russie : 1 fois — 2015.

### Avec leSporting CP
- Vice-championne du Championnat du Portugal : 1 fois — 2018-19
- Finaliste de la Supercoupe : 1 fois — 2018